# Fran Paxeco
Manuel Fran Paxeco (nascido Manuel Francisco Pacheco), mais conhecido como Fran Paxeco (Setúbal, 9 de Março de 1874 — Lisboa, 17 de Setembro de 1952) foi um jornalista, escritor, diplomata e professor português.

## Biografia
Natural de Setúbal, escreveu em 1930 uma colectânea de biografias de setubalenses que, de alguma forma, se notabilizaram.
Tio do jornalista e escritor Óscar Paxeco.
Fran Paxeco foi cônsul de Portugal no Maranhão, no Pará, em Cardiff e em Liverpool.

Órfão de pai aos 10 anos, e com os estudos primários concluídos em escola pública e colégio Jesuíta, ingressou na Casa Pia de Lisboa, para prosseguir o ensino secundário.
Voltou para Setúbal aos 14 anos, começando a trabalhar numa conservatória, onde conhece o director da "Gazeta Setubalense" e aí inicia a sua carreira de jornalista.
Aos 16 anos, a 6 de Março de 1890, funda  "O Elmano", de que só saiu esse número, mas ressurgiu em 7 de Março de 1893, e prolongou-se por bastantes anos.
Assentou praça como voluntário a 12 de Maio de 1890, no Regimento de Caçadores Nº1. Contava então 16 anos. Foi promovido a 1º cabo em 12 de Outubro, e a 2º sargento a 16 de Fevereiro de 1891. Passou ao Regimento de Infantaria Nº 2 a 14 de Dezembro de 1892 e à reserva a 17 de Março de 1894.
O tenente coronel Rio de Carvalho, do último regimento referido, quis convencê-lo a permanecer nas fileiras, garantindo-lhe que obteria do ministro da guerra, o general Pimentel Pinto, a dispensa das suas faltas. Recusou a fineza. O capitão de fragata Nuno de Freitas Queriol, chefe de Gabinete de Hintze Ribeiro, insistiu para levá-lo como ajudante de ordens, para o distrito do Congo, de que estava nomeado governador. Fá-lo-ia promover a 1º sargento e a alferes. Também não aceitou esses obséquios, apesar de paupérrimo. E porquê? Porque desejava consagrar-se, de corpo e alma, livre das gargalheiras duma disciplina anacrónica, embora necessária, às ideias republicanas. Entrara no primeiro vinténio de existência. 
Ainda nas fileiras, foram motivo de uma acção criminal uns artigos republicanos, insertos na "A Liberdade Popular", semanário de Cantanhede, que durou de 14 de Junho a 4 de Outubro de 1891. Orientava-o Albano Coutinho, sendo seu proprietário e redactor Carvalho Neves.
Em 1 de Abril de 1894, assume um dos postos na redacção política de "A Vanguarda", o mais independente e inflamado jornal da época, dirigida por Narciso Rebelo Alves Correa. Teve como camaradas, aí, os drs. José Benevides e Fernando Martins de Carvalho, Faustino da Fonseca, Sousa Vieira, Carlos Calisto, França Borges, etc. Era também redactor político dos hebdomadários "A Montanha", de Trancoso, e "O Sesimbrense" , que representou, no congresso partidário de 1895. Promove, em igual data, com o seu querido condiscípulo Alfredo Serrano, o jubileu do soberbo lírico João de Deus.
Em 10 Janeiro de 1895, "A Vanguarda" insere um artigo, "O comando da 1ª divisão militar", no qual se verberam o rei D.Carlos e o general da brigada António Abranches de Queirós, comandante das guardas municipais, por causa de uma indevida pretensão do segundo; este artigo originou um grande alarido, foi considerado injurioso e o governo manda-o processar.
Sujeito ainda ao foro militar, como reservista, decide exilar-se. 
Parte do Terreiro do Paço a 28 de Março de 1895, via Algarve, donde se transporta a Málaga, de onde parte em Abril de 1895, com destino ao Rio de Janeiro.
No seu livro "Sangue Latino", de 1897, que dedica a Teófilo Braga (1842-1924), relata esta aventura e faz apreciações políticas, históricas e literárias sobre Portugal e Espanha, não se coibindo de criticar alguns talentos da nova geração literária e artística.
Chega a 8 de Maio de 1895 ao Rio de Janeiro, trabalha na "Casa Souto Maior" .
Funda o semanário "A República Portuguesa", e secretaria o Centro Republicano Português, tendo por isso perdido o lugar no escritório.
Tomou parte dos actos comemorativos do centenário da morte de Basílio Gama, prefaciando o seu poema "Uruguai", e foi um dos promotores da "Nova Revista".
Nos princípios de Dezembro de 1895, parte para Belém do Pará, onde chega a 17.
Aí, colabora na "Folha do Norte", de onde sai em Maio de 1896, e em Junho organiza o catálogo da biblioteca do Grémio Literário Português.
Prefacia o libreto do "Guarani", de Carlos Gomes, quando uma companhia ali representou essa ópera, em 3 de Dezembro de 1896.
Dá aulas até 1897, que deixa para se tornar sócio solidário da Papelaria Silva.
Escreve o "Sangue Latino", e em 1898 principia a colaborar na "Província do Pará" e publica "O Álbum Amazónico".
Luciano Cordeiro, fundador e secretário perpétuo da Sociedade de Geografia de Lisboa, seu amigo pessoal,  incitou-o a interessar a colónia nas comemorações do centenário indiano. Redigira já, em Julho daquele ano, o manifesto das associações portuguesas acerca desse facto histórico.
Elegeram-no secretário-geral da comissão executiva.
Nesse ano, 1898, volta a Portugal e em 1899 já está no Brasil, a subir o Amazonas rumo a Manaus, onde é director do "Diário de Notícias" e secretário-geral da Associação da Imprensa Amazonense (1900).
Em 1899, em Manaus,  é atacado pelo paludismo.
Vai ao Rio de Janeiro onde colabora no "País" .
Chegou a São Luís do Maranhão em 2 de Maio de 1900, sendo autor de diversas obras sobre temas de interesse para a região. 
Em 1900, de volta a Belém do Pará, escreve "A Questão do Acre", "documento importantíssimo para a história da Revolução do Acre, lido na Praça  do Comércio do Pará, em reunião magna, pelo sr coronel Rodrigo de Carvalho". (O Cruzeiro do Sul, 24.6.1906). 
Por morte de Teixeira Bastos (em 1901), crítico português, Teófilo Braga nomeia-o seu testamenteiro literário.  
É a família de Fran Paxeco, na pessoa de sua neta mais nova, Maria Rosa, que representa a de Teófilo Braga. 
Em Setembro de 1902 é convidado para sub-secretário da Associação Comercial do Maranhão.
Fica mais de 20 anos no Brasil, período durante o qual empenhou muitos esforços para desenvolver as relações literárias entre os dois países.
Organizou, por exemplo, um congresso luso-brasileiro em 1903. 
Em fins de Maio de 1904 vai para Manaus, e em Agosto segue para o Alto-Juruá acompanhando o Coronel Thaumaturgo de Azevedo, seu amigo, para fundar a "prefeitura do Alto-Juruá" no Acre, na cidade que se vai chamar Cruzeiro do Sul (junto dos Andes Peruanos). 
Aí, é o oficial de gabinete do Prefeito, director da Imprensa Oficial, e em Maio de 1906, funda o semanário " O Cruzeiro do Sul" e o "O Departamento do Juruá". 
Em Junho de 1905, está em S. Luís do Maranhão de férias, para visitar a noiva e os amigos; quando na volta, em Outubro, é alvo de grandes perseguições por parte do novo prefeito, inimigo do anterior. O Dr. Virgolino Alencar não entendeu uma resolução dada e anulou um contrato que classificou de clandestino e criminoso. Fran Paxeco toma-se como ofendido e solicita a sua exoneração, já que tinha sido ele que lavrara o dito, com a devida autorização do coronel Thaumaturgo de Azevedo, já de partida para o Rio de Janeiro. O novo prefeito diz-lhe que semelhantes qualificativos apenas se dirigiam ao acto do seu antecessor, mas Fran Paxeco acha que qualquer injúria feita àquele distinto brasileiro é como se fosse para si próprio. 
VA nega-lhe a demissão e dois dias depois manda-o prender, instaura-lhe um processo, sendo julgado incorrectamente. 
É sujeito a diversas sevícias inconcebíveis que provocam distúrbios psíquicos graves, pelo que é internado no hospício de Manaus, em Março de 1907.
Os seus amigos de S. Luís do Maranhão, procuram desfazer este equívoco, publicando na "Pacotilha" e outros jornais o seu protesto pela injustiça que estava a acontecer no Juruá. São mais de 130 pessoas que subscrevem os artigos e, em simultâneo a colónia portuguesa do Maranhão faz chegar junto do Governo Federal, documento onde pede a reposição da verdade.
Nessa luta foi muito importante o esforço e espírito coordenador de sua noiva, Isabel Eugénia de Almeida Fernandes, que consegue todo o apoio das amigas e seus familiares que a acompanham em toda a luta que vai encetar.
É um facto invulgar para a época em que a família tradicional com princípios bastante rígidos vedava qualquer movimentação de donzelas sem acompanhamento de pai (já falecido) ou irmão (ausente no Rio de Janeiro). 
Foi um belo e dignificante exemplo à mulher maranhense.
Fran Paxeco, em Maio, vai para o Rio tratar-se devidamente e passa pelo porto de S. Luís do Maranhão muito doente e ainda preso.
Em Junho, o Supremo Tribunal Federal decide pela sua inocência, responsabiliza os juízes e o prefeito é demitido.
Em Agosto, ainda em profunda melancolia, regressa a S. Luís para descansar e recuperar daquela armadilha.
Em Dezembro de 1908 retornou a Portugal, mas a 25 de Abril de 1909 está em S. Luís novamente. Dá aulas, faz conferências na Universidade Popular Maranhense. Continua a escrever na "Pacotilha".
Autor da letra do hino do Cruzeiro do Sul (Acre).
Foi fundador da Academia Maranhense de Letras, Sociedade Maranhense de Escoteiros,  Associação Cívica Maranhense, Câmara Portuguesa do Comércio, entre outros organismos. 
Casou em 1910, com Isabel Eugénia de Almeida Fernandes, natural de São Luís do Maranhão, de quem teve uma filha, Elza Fernandes Paxeco, primeira senhora doutorada pela Faculdade de Letras da Universidade de Lisboa.
A 4 de Janeiro de 1911, é um dos fundadores do Casino Maranhense.
A 7 de Setembro de 1911, é um dos fundadores do Instituto de Assistência à Infância.
A 31 de Janeiro de 1911, secundado por alguns patrícios, fundou o Centro Republicano Português.
A 21 de Agosto de 1911 é nomeado cônsul de Portugal no Maranhão por Teófilo Braga, Chefe do Governo Provisório da República Portuguesa. 
De 8 de Novembro de 1913 a 9  de Fevereiro de 1914 está no Rio de Janeiro, chamado pelo Ministro Plenipotenciário de Portugal no Brasil, Bernardino Machado, para o secretariar. 
Promovido a Cônsul de 2ª classe em 4 de Julho de 1914. 
Em 1915 publica Angola e os Alemães.
Parte para Lisboa, onde chega a 27 de Maio de 1916, para exercer as funções de Secretário particular do Presidente da República, Bernardino Machado, de Agosto de 1916 a Agosto de 1917.
O seu amor pelo Maranhão levou-o a recusar transferências para postos da carreira diplomática muito mais prestigiosos que o consulado de São Luís do Maranhão.
Pela portaria de 20 de Fevereiro de 1917, é nomeado para exercer as funções de secretário das Comissões:  Portuguesa de Acção Económica contra o Inimigo (criada em 29.9.1916) e de Fomento de Exportação Portuguesa, de Janeiro a Agosto de 1917.
Do Brasil, sustenta sua Mãe, bem como a família de seu irmão, Joaquim José Pacheco, condenado à prisão e a degredo, por homicídio voluntário.
A 23 de Abril de 1918, com Domingos de Castro Perdigão, levanta e concretiza a ideia de uma Faculdade de Direito no Maranhão.
A 11 de Agosto de 1918, propõe a criação de um Instituto Histórico e Geográfico do Maranhão.
A 18 de Agosto de 1919, em reunião de professores da Faculdade de Direito do Maranhão, propõe a realização do Primeiro Congresso Pedagógico do Maranhão, o que veio a realizar-se no ano seguinte. Em 8, 28 e 31 de Janeiro de 1920, houve sessões preparatórias. A sessão inaugural teve lugar a 22 de Fevereiro.
A 4 de Março de 1920 assume a gerência interina do Consulado do Pará, para resolver a «Questão dos Poveiros» o que conseguiu com êxito.
A 12 de Março de 1922, por sua iniciativa e de Domingos de Castro Perdigão, é fundada a Escola de Farmácia do Maranhão.
Em 1922 é eleito para a Directoria do Casino Maranhense.
É um dos Fundadores da Escola de Belas Artes do Maranhão.
Em Agosto de 1922 recebe, em São Luís do Maranhão, onde era cônsul, Sacadura Cabral, festejando a travessia aérea do Atlântico Sul.
Em Junho de 1923 é-lhe concedido o título de cidadão honorário de S. Luís do Maranhão.
Transferido para o Consulado do Pará em 9 de Novembro de 1923. 
Organiza uma convenção literária e artística de Portugal com o Brasil, a começar em Agosto de 1924, até Abril de 1925.
A 12 de Fevereiro de 1927 é enviado para Cardiff, desempenhar idênticas funções diplomáticas. 
A 6 de Junho, está em Belém acompanhando Sarmento de Beires na sua passagem por aquela cidade, o primeiro a realizar a travessia aérea nocturna do Atlântico Sul, a bordo do hidroavião "Argos". 
Em Cardiff, escreve Portugal não é Ibérico. Faz parte da "South Wales Branch" da Ibero American Society, contribuindo, com os seus protestos, para que o nome fosse mudado para "Hispanic and Portuguese Society". Com o cônsul do Brasil consegue abrir e manter no Technical College uma cadeira de língua portuguesa.

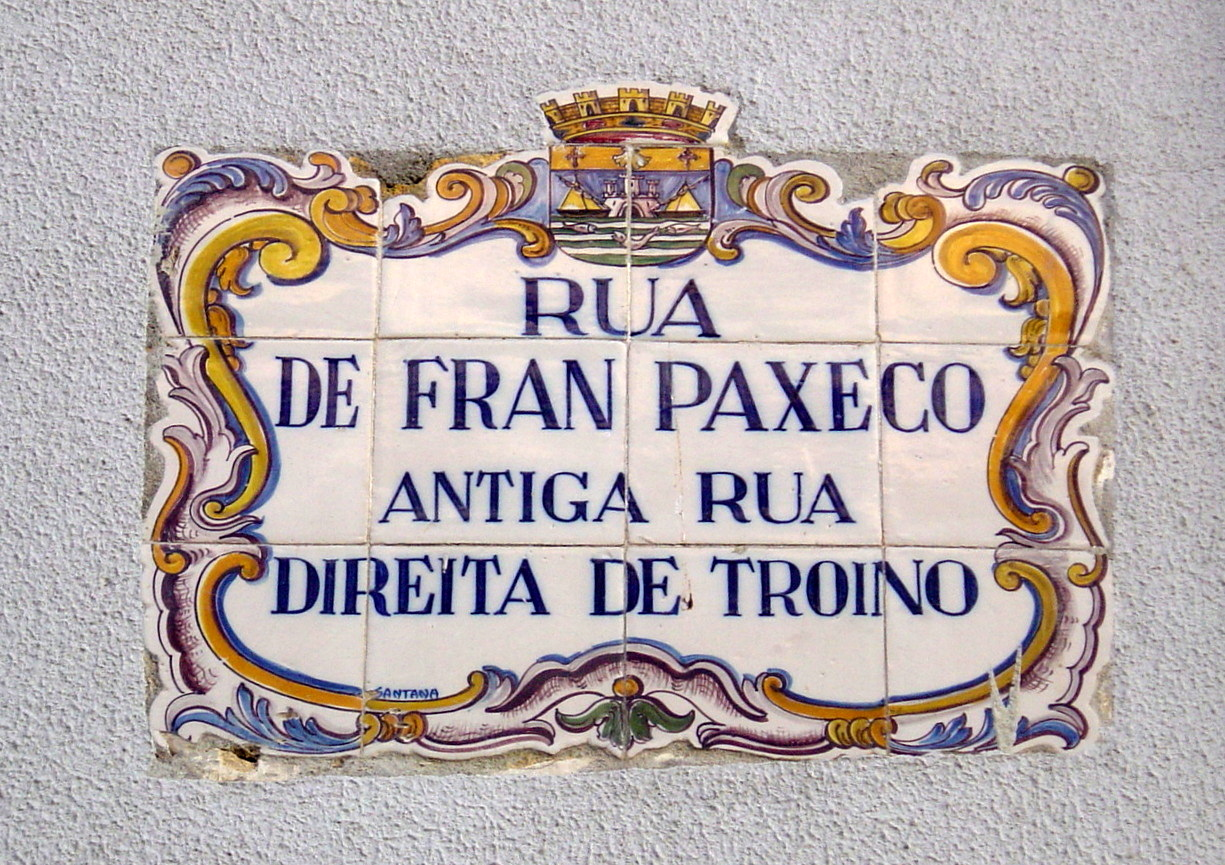
Rua Fran Paxeco, em Setúbal

Em 14 de Março de 1933, vem para Lisboa, para a Direcção-Geral dos Serviços Centrais do Ministério dos Estrangeiros. 
A 1 de Outubro de 1933, está em Setúbal, sua terra natal, para inaugurar a glorieta de Luisa Todi. 
A 24 de Novembro de 1933, já está em Liverpool a cumprir mais uma missão diplomática onde se mantém até 1935. 
Na disponibilidade em 12 de Março de 1935.
Nesse mesmo ano, regressou a Portugal, de onde nunca mais saiu.
Chamado ao serviço em 29 de Julho desse ano.
Na disponibilidade em 31 de Dezembro desse mesmo ano (61 anos).
Presidente da Secção de Estudos do Ateneu Casapiano.
É perseguido pelo Estado Novo, e o Ministério dos Negócios Estrangeiros nunca mais lhe atribuiu nenhuma missão diplomática (graças ao Secretário-Geral do Ministério dos Negócios Estrangeiros, Teixeira de Sampaio, monárquico convicto), o que muito o fez sofrer, tendo como resultado em 1939 um AVC com graves sequelas: fica sem fala, sem poder escrever e paralítico, as suas grandes formas de comunicação como grande orador e escritor que era: vive, lúcido mas muito limitado até 1952.
A Biblioteca do Grémio Literário Português em Belém do Pará e a Praça do Comércio em São Luís do Maranhão têm o seu nome.
O seu nome encontra-se presente nas toponímias do Cruzeiro do Sul - Acre e Rio Grande do Sul, Setúbal, São Luís do Maranhão e São Paulo.

## Associações científicas de que foi membro
- Sociedade de Geografia de Lisboa; Sócio correspondente, admitido em 1 de Fevereiro de 1897.
- Academia Maranhense de Letras, de que foi sócio fundador;
- Academia Alagoana de Letras; (sócio correspondente);
- Academia Piauiense de Letras; (sócio correspondente);
- Associação de Homens de Letras, Mina Literária. Belém do Pará.
- Société Académique d'Histoire Internationale; Medalha de Ouro. Paris, 27 de Junho de 1912.
- Instituto Arqueológico, Histórico e Geográfico Pernambucano; Sócio correspondente, eleito em 24 de Novembro de 1913.
- Academia das Ciências de Portugal; Sócio correspondente, eleito em 13 de Janeiro de 1915.
- Associação de Imprensa do Amazonas;
- Associação de Imprensa do Pará;
- Centro de Ciências, Letras e Artes de Campinas (São Paulo);
- Grémio Literário e Comercial Português, hoje, Grêmio Literário e Recreativo Português, Belém do Pará;
- Instituto Geográfico e Histórico da Bahia;
- Instituto Histórico e Geográfico do Pará; Sócio Honorário,eleito em 12 de Maio de 1920.
- Instituto Histórico e Geográfico do Maranhão, nascido de uma ideia sua, em Agosto de 1918; Sócio correspondente, primeiro ocupante da cadeira 14, investido em 20 de Novembro de 1925.
- Liga Portuguesa de Repatriação; Belém do Pará: Sócio Benemérito, eleito em 26 de Junho de 1925.
- Sociedade Portuguesa Beneficente; Belém do Pará: Sócio Benfeitor, eleito em 26 de Março de 1925.
- Associação Dramática Recreativa e Beneficente; Belém do Pará: Sócio Beneficente, eleito em 5 de Julho de 1927.
- Instituto Histórico de Pernambuco;
- Instituto Histórico e Geográfico do Piauí;
- Sociedade de Geografia do Rio de Janeiro[9].

## Algumas obras
- O Uruguai, prefácio a este poema de Basílio da Gama. Rio de Janeiro, Livraria Clássica de Alves & Comp, 1895.
- O Guarani, proêmio ao libreto da ópera de Carlos Gomes. Belém-Pará, 1896.
- O Centenário Indiano, manifesto das associações portuguesas do Pará. Belém-Pará, 1897.
- O Sangue Latino. Lisboa, 1897.
- O Album Amazônico. Genova, 1898.
- Os escritores portuguezes: Teófilo Braga. Manaus, Tipografia do Diário de Noticias, 1899.
- Jubileu de João de Deus - folheto. Manaus, 1899.
- Os Escândalos do Amazonas. Manaus, 1900.
- A Questão do Acre, manifesto dos chefes acreanos. Belém-Pará, 1900.
- O Sr. Sílvio Romero e a literatura portugueza. São Luís do Maranhão, A. P. Ramos d'Almeida, 1900.
- Mensagem do Centro Caixeiral do Dr. Teófilo Braga. São Luís, 1900.
- Juiz sem Juízo, comédia de A. Bisson, tradução com Antônio Lobo, representada no Rio, 1901.
- O Porvir Brasileiro (série de longos artigos em vários números d'A Revista do Norte). São Luís, 1901.
- O Maranhão e os Seus Recursos. São Luís do Maranhão, 1902.
- A Literatura da língua portuguesa. São Luís do Maranhão, A Revista do Norte, 1902-1903.
- O Sonho de Tiradentes, peça num ato, representada em São Luís do Maranhão, 21 de Abril de1903.
- O Comércio maranhense, relatório da Associação Comercial do Maranhão. São Luís do Maranhão, 1903.
- Os interesses maranhenses. São Luís do Maranhão, A Revista do Norte, 1904, XXVIII.
- O Departamento do Juruá. Cruzeiro do Sul, 1906.
- A literatura portugueza na Idade Média: conferência. São Luís do Maranhão, Universidade Popular do Maranhão, 1909.
- O Processo de Camila (La reencontre), tradução da comédia de Pierre Berton, 1910.
- O Maranhão: subsídios históricos e corográficos. São Luís do Maranhão, 1912.
- Portugal e a Renascença. Discurso pronunciado a 3 de Maio, no Centro Republicano Portuguez do Maranhão, São Luís do Maranhão, 1912
- Os Braganças e a restauração. São Luís do Maranhão, Tipografia da Pacotilha, 1912.
- O Maranhão. São Luís do Maranhão, 1913.
- As normas ortográficas, na Revista da Academia Maranhense. São Luís do Maranhão, 1913.
- A Língua portuguesa, por Filipe Franco de Sá, organização e posfácio. São Luís do Maranhão, 1915.
- Angola e os alemães. Maranhão, 1916.
- O trabalho maranhense. São Luís do Maranhão, Imprensa Oficial, 1916.
- A escola de Coimbra e a dissolução do romantismo. Lisboa, Ventura Abrantes, 1917.
- A visão dos tempos. Coimbra, 1917.
- Teófilo no Brasil. Lisboa, Ventura Abrantes, 1917.
- Visão dos tempos - epopeia da humanidade: conferência realizada em 21 de Fevereiro de 1917. Lisboa, Academia das Ciências de Portugal, 1917. Separata dos Trabalhos da Academia das Ciências de Portugal
- A cortiça em Portugal (resumo de informações do ministério dos estrangeiros). Lisboa, 1917.
- As normas ortográficas, in Revista da Academia Maranhense. São Luís do Maranhão, 1918.
- João Lisboa: livro comemorativo da inauguração da sua estátua contendo estudos críticos de vários autores (org. da Academia Maranhense). São Luís de Maranhão, Imprensa Oficial, 1918.
- Portugal e o equilíbrio europeu, conferência, na Pacotilha. São Luís do Maranhão, 1918 (I-XII).
- Portugal e o Maranhão (As suas relações comerciais). São Luís do Maranhão, 1919.
- Pelo Ministério dos Negócios Estrangeiros, 1920.
- O Pará e a colónia portuguesa, folheto. Belém do Pará, 1920.
- Geografia do Maranhão. São Luís do Maranhão, 1923.
- Trabalhos do congresso pedagógico do Maranhão. São Luís do Maranhão, 1923.
- Cartas de Teófilo Braga (com um definitivo trecho autobiográfico do mestre e duas "confissões" de Camilo) (prefácio e compilação). Lisboa, Tip. da Emp. Diário de Noticias, 1924.
- O Portugal primitivo, folheto. Belém do Pará, Tip. Grafarina, 1925.
- Sobre Teófilo Braga, genealogia, folheto. Belém do Pará, 1925.
- O século português (1415-1520), conferência longa, proferida na capital do Pará e publicada no País, do Rio de Janeiro. 1926.
- Setúbal e as suas celebridades. Lisboa, Sociedade Nacional de Tipografia, 1930/1931.
- Portugal não é ibérico (antelóquio de Teófilo Braga). Lisboa, Tipografia Tôrres, 1932.
- O poema do Amadis de Gaula, conferência lida em 10-11-1932, na Universidade de Cardiff. Coimbra, Coimbra Editora, 1934 (separata da Biblos).
- The intellectual relations between Portugal and Great Britain. Lisboa, Império, 1937.

Para além da tradução de diversas comédias e dramas, Fran Paxeco escreveu numerosos artigos em jornais e revistas, proferiu conferências e elaborou extensos relatórios consulares.
Deixou oito livros concluídos, inéditos, sobre vários assuntos, que se perderam, um dos quais, "As figuras maranhenses", cuja publicação estava dependente do governo do Estado do Maranhão, pelo qual foi distinguido em 1923, com o título de "Cidadão de S. Luís".
Deixou igualmente no prelo Setúbal e a Província do Sado (desaparecido).